# Nesselwängle
Nesselwängle je obec v Rakousku ve spolkové zemi Tyrolsko v okrese Reutte.
Žije zde 420 obyvatel (1. 1. 2011).